# Ollagüe
Ollagüe è un comune del Cile della provincia di El Loa nella Regione di Antofagasta. Al censimento del 2017 possedeva una popolazione di 321 abitanti.

## Società

### Evoluzione demografica
| Censimento del 1992 | Censimento del 2002 |
| 443 ab.             | 318 ab.             |

## Riferimenti culturali
La località deve parte della sua notorietà al fatto di essere stazione di confine della ferrovia Antofagasta-Bolivia (Ferrocarril de Antofagasta a Bolivia), una delle linee a maggior altitudine del mondo, dedicata perlopiù al traffico merci con sporadici servizi passeggeri, che collega Antofagasta a Oruro (con prolungamento fino a La Paz): a Ollagüe avviene il cambio di locomotiva e di equipaggio tra Cile e Bolivia. 
A questo aspetto fece riferimento Luis Sepulveda nel racconto Cambio di rotta, che termina con la narrazione di un treno che si arresta in un fittissimo banco di nebbia nei pressi di Ollagüe.